# 至暴之年
是一部2014年J·C·陈多尔编剧并执导的美国犯罪剧情電影。奧斯卡·伊薩克、謝茜嘉·謝西婷、亞歷桑德羅·尼沃拉、大衛·奧伊羅、艾伯特·布魯克斯和凱特琳娜·桑迪諾·莫雷諾主演。2014年11月6日在美国电影学会电影节首映，美国于12月31日上映。

## 剧情
背景发生在1981年冬天的纽约市，故事聚焦于一个移民家庭，讲述一名雄心勃勃的年轻商人为了实现买地从事石油买卖事业之路在挫折中艰难前行的故事。

## 角色
- 奧斯卡·伊薩克 飾演 Abel Morales
- 謝茜嘉·謝西婷 飾演 Anna Morales，阿贝尔的妻子
- 亞歷桑德羅·尼沃拉 飾演 Peter Forente
- 大衛·奧伊羅 飾演 Lawrence，调查阿贝尔的检察官
- 艾伯特·布魯克斯 飾演 Andrew Walsh
- 凱特琳娜·桑迪諾·莫雷諾 飾演 Luisa
- 阿什利·威廉斯（英语：Ashley Williams (actress)） 飾演 Lange
- 伊萊斯·加貝爾（英语：Elyes Gabel） 飾演 Julian
- 傑里·阿德勒（英语：Jerry Adler） 飾演 Josef
- 克里斯多福·阿伯特 飾演 Louis Servidio
- 伊莉莎白·瑪佛爾（英语：Elizabeth Marvel） 飾演 Mrs. Rose
- 彼得·格雷蒂（英语：Peter Gerety） 飾演 Bill O'Leary
- 格倫·弗萊舍爾 飾演 Arnold Klein
- 大衛·馬古利斯（英语：David Margulies） 飾演 Saul Lefkowitz
- Annie Funke 飾演 Lorraine Lefkowitz
- 派屈克·布林（英语：Patrick Breen） 飾演 an instructor
- 馬修·馬赫（英语：Matthew Maher (actor)） 飾演 John Dominczyk
- 傑森·雷夫（英语：Jason Ralph (actor)） 飾演 Ian Thompson

## 制作
2014年1月29日在纽约市开拍。美国音乐人Alex Ebert负责作曲配乐。

## 评价
烂番茄新鲜度90%，Metacritic上媒体综评79分，获得广泛好评。

## 奖项
| 奖项                 | 日期          | 类别       | 获提名者         | 结果 | Ref(s) |
| -------------------- | ------------- | ---------- | ---------------- | ---- | ------ |
| 哥谭奖               | 2014年12月1日 | 最佳男主角 | Oscar Isaac      | 提名 | [ 6 ]  |
| 独立精神奖           | 2015年2月21日 | 最佳女配角 | Jessica Chastain | 提名 | [ 7 ]  |
| 独立精神奖           | 2015年2月21日 | 最佳剧本   | J.C. Chandor     | 提名 | [ 7 ]  |
| 独立精神奖           | 2015年2月21日 | 最佳剪辑   | Ron Patane       | 提名 | [ 7 ]  |
| 第86屆國家評論協會獎 | 2015年1月6日  | 最佳影片   |                  | 獲獎 | [ 8 ]  |
| 第86屆國家評論協會獎 | 2015年1月6日  | 最佳男主角 | Oscar Isaac      | 獲獎 | [ 8 ]  |
| 第86屆國家評論協會獎 | 2015年1月6日  | 最佳女配角 | Jessica Chastain | 獲獎 | [ 8 ]  |